# Vanessa Koutouan
Vanessa Koutouan (Abidjan, 1988) és una activista en defensa dels drets de les dones a Costa d'Ivori, on dirigeix una iniciativa assistencial. Es va formar a l'Institut des Sciences et Techniques de Communication de la Universitat d'Abidjan i va fer un màster en administració hotelera i pedagogia a Itàlia.
És directora del Centre Rural Ilomba, una iniciativa assistencial i educativa de la zona de Bingerville de Costa d'Ivori. Hi promou l'educació de les noies, perquè les famílies en aquest país solen prioritzar l'educació dels nois. Va ser el 1989 quan gent del país, animats pel beat Àlvar del Portillo, van muntar un petit dispensari. El 2015 el centre tenia un doctor, dues infermeres i una matrona per atendre uns set-cents persones la setmana, així com una escola de secundària i formació professional per formar a joves sense recursos.
Considera que la pobresa a Costa d'Ivori es podria erradicar en pocs anys si les nenes poguessin estudiar en lloc de treballar la terra tota la vida. Denuncia la situació de la dona en les zones rurals de Costa de Marfil, on hi ha analfabetisme, pobresa extrema fins i tot per alimentar-se, matermitat precoç, sida i manca de formació en higiene i nutrició.
Va rebre el Premi Harambee 2015 a la Promoció i igualtat de la Dona Africana.